# Alpenus cribraria
Alpenus cribraria là một loài bướm đêm thuộc phân họ Arctiinae, họ Erebidae.